# Adolfo Celi
Adolfo Celi, ejtsd: [aˈdolfo ˈtʃeːli], (Curcuraci, Messina, Szicília, 1922. július 22. – Siena, Toszkána, 1986. február 19.) olasz filmszínész, énekes, filmrendező. 1946–1962 között Argentínában és Brazíliában dolgozott, majd hazatérve számos olasz, francia és nemzetközi bűnügyi és kalandfilmben szerepelt.

## Élete

### Pályakezdése Dél-Amerikában

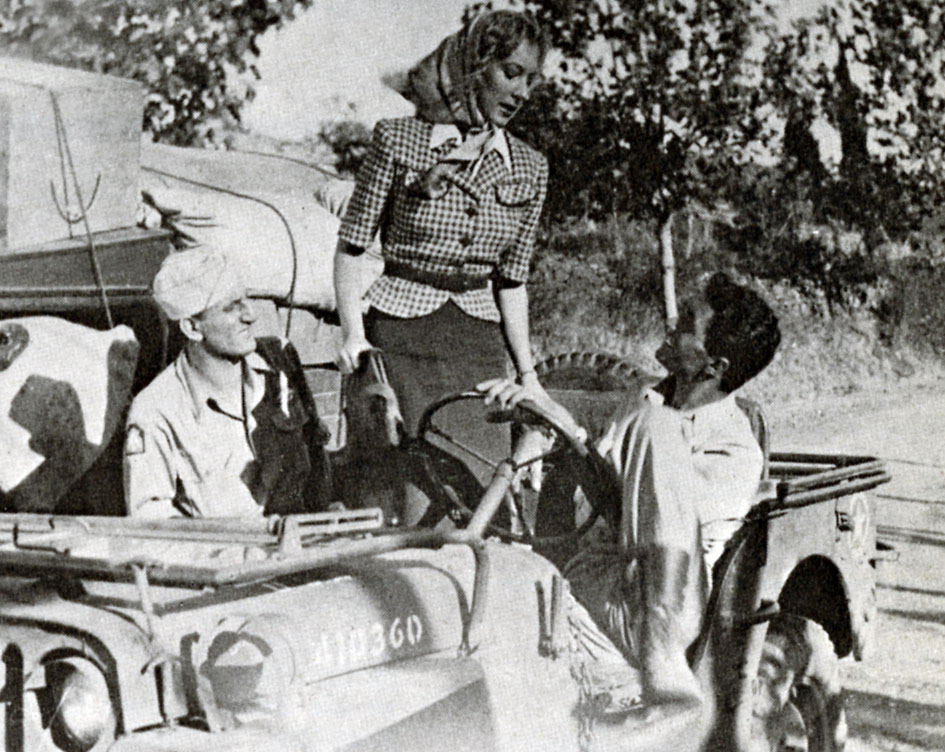
Első filmszerepében, az Un americano in vacanza-ban (b→j: Adolfo Celi, Valentina Cortese és Leo Dale

Szicíliában született, a római Accademia d’Arte Drammatica színházművészeti egyetemen tanult. Színpadon aratta első sikereit. Első filmszerepét, Luigi Zampa rendező Un americano in vacanza című romantikus filmjében játszotta. Több nyelven beszélt magas szinten. 
1946-ban, huszonhárom éves korában, a háború utáni súlyos helyzetű olasz filmipart elhagyva Dél-Amerikába költözött, Argentinában és Brazíliában spanyol és portugál nyelvű színpadokon ért el sikereket. Helyi színésztársaival, Paulo Autrannal és Tônia Carreróval közösen São Paulóban megalapította a Teatro Brasileiro de Comédia színházi társulatot. Tônia Carrerót 1951-ben feleségül is vette. Dél-Amerikai működése alatt, az 1950-es években két filmet és egy tévésorozatot rendezett meg, köztük a Tico-Tico no Fubá című filmet (1952), mely Brazíliában átütő sikert hozott. A film Zequinha de Abreu (1880–1935) brazil zenész és zeneszerző életét dolgozza fel, aki a címadó zeneművet alkotta. 1962-ben Celi elvált Tônia Carrerótól és hazatért Olaszországba.

### Visszatérése Olaszországba
1964-ben nagy népszerűséget szerzett Philippe de Broca rendező Riói kaland című olasz-francia kalandfilmjében, amelyet Jean-Paul Belmondo főszereplésével Rio de Janeiróban és Brazíliavárosban forgattak, itt Celi alakította Mário de Castro üzletembert és műkincstolvajt. Celi keresett színésszé vált, 1965-ben fontos szerepet kapott Mark Robson amerikai rendező Az elrabolt expresszvonat című háborús kalandfilmjében, amely szövetséges hadifoglyok szökéséről szól egy náci hadifogolytáborból. Celi a táborparancsnokot, Battagliát játszotta, a szökevényeket Frank Sinatra és Trevor Howard vezették. Ugyanabban az évben kapta legismertebb főszerepét, a főgonosz Largót, a Tűzgolyó című James Bond-filmben. 1968-ban, Mario Bava nemzetközi kooperációban készült krimijében, a Diabolik-ban is az egyik fő gazembert, Ralph Valmont-t alakította, akárcsak a hírneves Fernando Di Leo rendező 1970-es bűnügyi filmjében, a La mala ordinában, ahol Don Vito Tressoldi gengszterfőnökként jelent meg.
1969-ben Vittorio Gassmannal együtt elkészítették a L’alibi című filmdrámát, amelyben mindketten rendezőként, forgatókönyvíróként és főszereplőként is közreműködtek.
Az 1970-es években Celi számos olasz filmvígjáték főszereplője volt, így Mario Monicelli két sikeres komédiájának, a Brancaleone alle Crociate-nak (1970) és a Férfiak póráz nélkül-nek (1972), előbbiben Vittorio Gassmannal, az utóbbiban Ugo Tognazzival és Philippe Noiret-val együtt. Szerepelt a televízióban is. A Joe Petrosino című bűnügyi tévésorozatban ő játszotta a címszerepet. A sorozat New York legendás hírű rendőrfőnökének, Giuseppe „Joe” Petrosinónak (1860–1909), a szervezett alvilág elleni harc úttörőjének életét dolgozza fel, aki az olasz-amerikai maffia ellen elért sikeres akciói után 1909-ben Palermóban meggyilkolt.
Celi nyelvtehetség volt, olasz anyanyelvén kívül folyékonyan beszélt angolul, franciául, spanyolul, portugálul és németül is. Dél-Amerikában és Franciaországban készült filmjeiben saját hangján beszélt. Angol nyelvű filmjeiben is kifogástalan angolsággal szólt, de erős szicíliai akcentusa miatt mégis legtöbbször szinkronizálták. 1981-ben, a BBC által készített A Borgiák (The Borgias) című tévésorozatban Celi játszotta a főszereplőt, a Rodrigo Borgiát, azaz VI. Sándor pápát. Brian Farnham rendező és a producerek úgy döntöttek, „hagyják” Celit saját hangján beszélni. A Celi dél-olasz akcentusával elmondott archaizáló angol szöveg azonban rossz hatást tett a nézőkre, akik nehezen érthetőnek minősítették. Emiatt a sorozatot a kritika alaposan „lehúzta”.

### Magánélete, elhunyta
Celi háromszor nősült. Első felesége Tônia Carrero (1922–2018) brazil színésznő volt, akivel 1951-ben házasodtak össze, 1962-ben elváltak. Második házasságát 1963-ban kötötte egy másik brazil színésznővel, Marília Brancóval (1942–1985), akitől később szintén elvált. Első két feleségétől nem születtek gyermekei.
Harmadik felesége Veronica Lazăr (1938–2014) román születésű, Olaszországban dolgozó színésznő lett, akit 1966-ban vett el. Két gyermekük született, Alessandra (*1966) és Leonardo (*1968).
Adolfo Celi 1986-ban Siena városában hunyt el szívinfarktus következtében, 63 éves korában. Gyermekei apjuk nyomdokába léptek: leánya, Alessandra színésznői pályán dolgozik, fia, Leonardo filmrendező lett, és 2006-ban, apja halálának huszadik évfordulójára dokumentumfilmet készített Adolfo Celi, un uomo per due culture címmel, amelyet a 2008-as római filmfesztiválon is bemutattak.

## Főbb filmszerepei
- 1946: Un americano in vacanza; Tom
- 1964: Riói kaland (L’homme de Rio); Mário de Castro
- 1964: Tökéletes úriember (Un monsieur de compagnie); Benvenuto
- 1964: Szép családok (Le belle famiglie); Della Porta professzor
- 1965: Az elrabolt expresszvonat (Von Ryan’s Express); Battaglia
- 1965: Agónia és extázis (The Agony and the Ecstasy); Giovanni de’ Medici bíboros
- 1965: Slalom; Riccardo
- 1965: Tűzgolyó (Thunderball); Largo
- 1966: El Greco); Don Miguel de las Cuevas
- 1966: Szívkirály (Le roi de coeur); Mac Bibenbrook ezredes
- 1966: A nagy verseny (Grand Prix); Agostini Manetta
- 1967: Rókamese (The Honey Pot); Rizzi rendőrfelügyelő
- 1968: Diabolik; Ralph Valmont
- 1968: Hat kedves csirkefogó (Uno scacco tutto matto); Bayon / Guinet
- 1969: Hétszer hét (Sette volte sette); börtönőr
- 1969: L’alibi; Adolfo
- 1969: Bűntény a Via Venetón (Un detective); Fontana ügyvéd
- 1969: Io, Emmanuelle; Sandri
- 1970: Brancaleone alle Crociate; Bohemund király
- 1971: A Morgue utcai gyilkosságok (Murders in the Rue Morgue); Vidocq rendőrfelügyelő
- 1972: Napfivér, Holdnővér (Fratello sole, sorella luna); konzul
- 1972: La mala ordina; Don Vito Tressoldi
- 1972: Joe Petrosino, tévésorozat; Joseph „Joe” Petrosino rendőrfőnök
- 1973: Hitler: The Last Ten Days; Krebs tábornok
- 1974: A szabadság fantomja (Le fantôme de la liberté); Legendre doktor / Pasolini doktor
- 1974: Ein Unbekannter rechnet ab; tábornok
- 1974: Il sorriso del grande tentatore / The Tenpter; Borelli atya
- 1975: Libera, szerelmem (Libera, amore mio!); Felice Valente (Libera apja)
- 1975: Férfiak póráz nélkül (Amici miei); Sassaroli professzor
- 1976: Sandokan – A maláj tigris (Sandokan); tévé-minisorozat, James Brooke
- 1976: A svihák (Le grand escogriffe); Rifai
- 1977: Lidérces utazás (Les passagers); Boetani
- 1977: Holocaust 2000; Dr. Kerouac
- 1977: A tigris még él: Sandokan, a felkelő (La tigre è ancora viva: Sandokan alla riscossa!), tévéfilm; James Brooke
- 1977: L’uomo di Corleone; gengszter
- 1980: Café Express; minisztériumi főfelügyelő
- 1980: Car-Napping – Bestellt, geklaut, geliefert; Palermo rendőrfőnöke
- 1981: A Borgiák (The Borgias); Rodrigo Borgia
- 1981: Őrült római vakáció (Innamorato pazzo); VI. Gusztáv, San Tulipe hercege
- 1982: Monsignor; Vinci
- 1982: Amici miei – Atto II; Alfeo Sassaroli professzor (A férfiak póráz nélkül 2. része)
- 1985: Amici miei – Atto III; Alfeo Sassaroli professzor (A férfiak póráz nélkül 3. része)
- 1987: T.I.R., olasz-magyar-német tévésorozat, Aki elsőnek érkezik c. epizód; Oreste
- 1987: Aeroporto internazionale, tévésorozat; főmérnök

## Filmrendezései
- 1950: Caiçara (Brazília), forgatókönyvíró is
- 1952: Tico-Tico no Fubá (Brazília), producer is
- 1957: Grande Teatro Tupi, tévésorozat, Esta Noite é Nossa c. epizód (Brazília)
- 1969: L’alibi, forgatókönyvíró is, Vittorio Gassman társrendezővel (Olaszország)

## További információ
- Adolfo Celi a PORT.hu-n (magyarul)
- Adolfo Celi az Internetes Szinkronadatbázisban (magyarul)
- Adolfo Celi az Internet Movie Database-ben (angolul)
- Adolfo Celi a Rotten Tomatoeson (angolul)
- Adolfo Celi az AlloCiné weboldalán (franciául)
- Adolfo Celi Profile. Famousfix.com. (Hozzáférés: 2023. január 18.)